# Tôn Khuông
Tôn Khuông (tiếng Trung: 孫匡; bính âm: Sun Kuang; 180 - ?), tự Quý Tá (季佐), là em trai của quân phiệt Giang Đông Tôn Sách, Tôn Quyền.

## Cuộc đời
Tôn Khuông quê ở huyện Phú Xuân, quận Ngô, Dương Châu, là con trai thứ tư của Tôn Kiên với Ngô phu nhân, là em trai của Tôn Sách, Tôn Quyền, Tôn Dực. Năm 191, Tôn Kiên tử trận. Tôn Sách từ chối tập tước Ô Trình hầu của cha, thoái vị nhường cho Tôn Khuông.
Tôn Sách ban đầu nhờ vả Trương Hoành, an trí gia đình (gồm mẹ đẻ Ngô phu nhân cùng các em trai) tại Giang Đô thuộc quận Quảng Lăng. Sau đó, Sách lại dời nhà đến Khúc A thuộc quận Đan Dương, nơi cậu ruột Ngô Cảnh giữ chức thái thú. Năm 192, Tôn Sách tự chiêu bộ bộ khúc, bị tông soái Tổ Lang đánh tan, bèn để người nhà cho cậu trông nom, cùng Tôn Hà đến chỗ Viên Thuật xin quân, trở thành thuộc hạ.
Năm 197, Tôn Sách bình định Giang Đông. Triều đình Tào Tháo hủy tước vị của Tôn Khuông, sửa phong Tôn Sách làm Ô Trình hầu.
Năm 200, Tào Tháo cùng Viên Thiệu giằng co, muốn mượn sức đồng thời kiềm chế Tôn Sách, bèn hứa gả con gái của em trai cho Tôn Khuông, triệu Trương Chiêu, Tôn Quyền, Tôn Dực đến Hứa Đô làm con tin. Tôn Sách đồng ý hôn sự, nhưng từ chối đưa người.
Tôn Khuông sau đó được cử hiếu liêm, mậu tài, còn chưa chính thức làm quan thì mất sớm, thọ hơn 20 tuổi. Giang Biểu truyện chép việc Tôn Khuông tham gia trận Động Khẩu, mâu thuẫn với các nội dung còn lại. Người tham gia trận chiến trên được chỉ ra là Tôn Lãng, con vợ lẽ của Tôn Kiên.
Con của Khuông với Tào phu nhân là Tôn Thái, tử trận tại Hợp Phì. Con của Thái là Tôn Tú, đầu hàng Tây Tấn.

## Gia đình
- Vợ:
  - Tào phu nhân (曹氏), con của em trai Tào Tháo, Tam quốc diễn nghĩa cho là con gái Tào Nhân.
- Con trai:
  - Tôn Thái (孫泰), quan đến Trường Thủy hiệu úy. Năm 234, Tôn Thái theo Tôn Quyền đánh Hợp Phì, trên thuyền trúng tên tử trận.
- Cháu trai:
  - Tôn Tú (孫秀), con trai của Tôn Thái, quan đến Tiền tướng quân, Hạ Khẩu đốc, hàng Tấn, quan đến Phiêu kỵ tướng quân.

## Trong văn hóa
Trong tiểu thuyết Tam quốc diễn nghĩa, Tôn Khuông xuất hiện ở hồi 29, được giới thiệu là em trai của Tôn Sách. Năm 199, Tôn Sách đánh bại Lưu Huân, bức hàng Hoa Hâm, phái Trương Hoành đến Hứa Đô xin phong. Tào Tháo lo lắng, hứa gả con gái Tào Nhân cho Tôn Khuông, hai nhà thành thông gia.